# Petr Cibulka
Petr Cibulka (* 27. října 1950) je český disident, novinář, aktivista, politik a předseda politické strany Volte Pravý Blok www.cibulka.net.
Do povědomí veřejnosti se dostal hlavně na začátku 90. let zveřejněním svazků důstojníků a spolupracovníků Státní bezpečnosti, známých také jako Cibulkovy seznamy. Před sametovou revolucí byl opakovaně vězněn jako politický vězeň za své protikomunistické aktivity, je jedním ze signatářů Charty 77 a člen VONS.
Od roku 2000 je předsedou politické strany Volte Pravý Blok www.cibulka.net. Je známý svými mediálními výstupy, kontroverzními výroky a konspiračními teoriemi, zejména ohledně vlivu Ruské federace a ruských tajných služeb na českou, evropskou i světovou politiku.

## Biografie

### Před rokem 1989

#### Mládí
Narodil se 27. října 1950 v Brně. V dětství mu zemřel bratr a rozvedli rodiče, otec se odstěhoval do Rakouska, a tak vyrůstal sám s matkou. Emigrace otce mu navíc značně přitížila v komunistickém režimu. Podle životopisu se poprvé střetnul s komunistickým režimem již na základní škole, údajně za své prozápadní myšlení. Střední vzdělání dokončil složením maturity na střední průmyslové škole stavební a gymnáziu a začal studovat technologickou fakultu na Univerzitě Tomáše Bati. Aktivně se v Brně zúčastnil protisovětských demonstrací v srpnu 1968 a protikomunistických demonstrací v roce 1969. Zatčení a uvěznění se tehdy dokázal vyhnout, vysokoškolské vzdělání ale nedokončil ze studijních důvodů. Nakonec tak vystudoval dvouletou nástavbu obor zeměměřič.

#### Protikomunistický odboj
Od přelomu 60. a 70. let se začal aktivně podílet na ilegálním rozšiřování západní kultury a myšlenek v Československu. Tuto činnost postupem let stále prohluboval a dokázal ji rozšířit do celorepublikového měřítka pomocí samizdatu. Od roku 1973 se angažoval v Jazzové sekci Svazu hudebníků ČR, která kvůli orientaci na režimu nepohodlné myšlenkové a kulturní proudy čelila policejním a justičním represím. Členem Jazzové sekce byl až do sametové revoluce.
Ačkoliv usiloval o zproštění od vojenské služby, v roce 1975 nastoupil na povinnou vojenskou službou, kde zažil teror a šikanu. Po skončení služby v roce 1977 navázal přímé osobní spojení s aktivisty českého undergroundu a prvními signatáři Charty 77, se kterými aktivně spolupracoval.

#### Vězeň komunistického režimu
Za své protirežimní aktivity se stal velmi rychle cílem represí komunistického režimu. Opakovaně byl vyslýchán Státní bezpečností. Mezi lety 1978 až 1988 byl odsouzen za svojí protikomunistickou činnost pětkrát do vězení, kde celkem strávil 59 měsíců, z toho 13 měsíců na samotce. Do vězení byla na dva měsíce odsouzena i jeho matka, což nesl velmi těžce. Výkon trestu a podmínky ve vězení, zejména ve věznici Minkovice, popisuje jako brutální a nelidské, v čemž se (zejména v případě Minkovic), shodují i další bývalí političtí vězni. 
Dva měsíce držel protestní hladovku, za což byl hospitalizován do nemocnice. Během pobytu ve vězení vykonával práci strojního brusiče skla, které i kvůli špatným pracovním podmínkám poznamenalo jeho zdraví. Během těchto deseti let měl Cibulka i mimo výkon trestu nařízený ochranný dohled, nemohl tak například opustit okres Brno a mohl se živit pouze dělnickými profesemi. V roce 1985 se stal členem Výboru na obranu nespravedlivě stíhaných.
Deset dní po sametové revoluci byl propuštěn z vězení a ihned se zapojil do práce Občanského fóra v Brně, kde se stal vedoucím Informačního a tiskového centra. Během rozhodování o ponechání ve funkci komunistického primátora Josefa Pernicu se stal Cibulka ikonou radikálního křídla OF, které ačkoliv přes většinovou shodu ponechat Pernicu ve funkci požadovalo jeho odstoupení. Tento spor známý jako Šabata–Cibulka nakonec vedl jak k odstoupení Pernici z funkce, tak rozchodu Petra Cibulky a Občanského fóra.

### Po roce 1989

#### Necenzurované noviny
V roce 1990 založil v Brně nadaci „Nezávislé informační a tiskové centrum na podporu demokratických iniciativ“, vlastnící malou tiskárnu, a pokračoval v šíření svých názorů a myšlenek. V roce 1991 byl spoluzakladatelem týdeníku „Rudé Krávo“ (parodie na Rudé právo), později přejmenované na „Necenzurované noviny“ se celostátní působností. V letech 1991 až 1992 byl krátce členem Klubu angažovaných nestraníků. V roce 1996 spoluzakládá politickou stranu „Pravý Blok“ (dnes Volte Pravý Blok www.cibulka.net).
Rozpory a ohlas v médiích vyvolalo vydání několika seznamů, zejména údajné databáze jmen, o které se zajímala Státní bezpečnost, známé jako Cibulkovy seznamy. Seznamy obsahují řadu zavádějících a chybných údajů. Chyby v seznamech přiznal i samotný Cibulka. Petr Cibulka tak byl mnohokrát zažalován, z niž většinu soudních sporů rozhodly soudy ve prospěch žadatelů. V několika případech byl odsouzen k podmíněným trestům. Jelikož jsou v seznamech i jména sledovaných osob, nachází se zde i jeho matka, Věra Cibulková.

#### Předseda strany Volte Pravý Blok www.cibulka.net
22. července 2000 se stal předsedou politické strany Volte Pravý Blok www.cibulka.net (v té době nesla strana název „Pravý Blok“). Petr Cibulka od této doby začíná naplno prosazovat po vzoru Švýcarské konfederace radikální decentralizaci politické moci, přímou demokracii, referenda, decentralizaci daňového systému, odvolatelnost politiků a především vyrovnání se s komunistickou minulostí. Postupem času začíná Cibulka čím dál víc hovořit o nejrůznějších konspiracích, vlivu Ruské federace a ruských tajných služeb, třetí světové válce, spojení marxismu a satanismu, psychotronice či siderickém kyvadlu.
Podle zprávy pražské organizace strany z roku 2002 chtěl údajně Cibulka po zvolení ustanovit „Prozatímní občanskou vládu“, ve které měl připustit i účast tehdejšího místopředsedy Strany demokratického socialismu. Pražská organizace si také stěžovala na údajné manipulování krajských a místních organizací, autoritářství, a vinila Cibulkovo chování z propadu hlasů a odklonu členů.
Ve volbách do Senátu 2008 kandidoval neúspěšně za Prahu 9. Od roku 2006 kandiduje ve všech volbách do Poslanecké sněmovny Parlamentu a zastupitelstva hlavního města Prahy. Od roku 2004 kandiduje v každých volbách do Evropského parlamentu. V prezidentských volbách 2013 se neúspěšně ucházel o post prezidenta.
Ve volbách do Evropského parlamentu v červnu 2024 byl z pozice člena strany lídrem kandidátky uskupení „Pravý blok“. Strana však získala pouze 0,11 % hlasů, a zvolen tak nebyl.
Ve sněmovních volbách v roce 2025 je lídrem kandidátní listiny Pravého bloku v Praze.

### Osobní život
Před sametovou revolucí udržoval partnerský vztah s Janou Hrbkovou, členkou KSČ. Na začátku 90. let měl krátký partnerský vztah s političkou Hanou Marvanovou, se kterou má syna Tomáše, s nímž se ale nestýká. Své bývalé partnerky později několikrát označil za agentky, které na něj byly údajně nastrčeny ruskými tajnými službami.
Od roku 2000 žije v Praze a je v důchodu.

## Názory a postoje
Přibližně od začátku desátých let tvrdí, že od roku 2011 se svět nachází ve třetí světové válce (v níž podle jeho slov zahyne třetina veškerého lidstva na zemi), všichni významní čeští i západní politici jsou podle něj agenti ruských zpravodajských služeb KGB a GRU, a propaguje „psychotronickou gramotnost“. Ve vztahu k Evropské unii uvedl, že jde o „totalitní monstrum“ a „aby Evropa a její občané mohli svobodně žít, Evropská unie musí zemřít.“ Prakticky všechny vlády v Evropě označil za satanistické a uvedl, že cílem Evropské unie je připojení všech členských zemí k Rusku, které zároveň označil jako „satanské impérium zla“. Je podporovatelem znovuobnovení povinné vojenské služby a zastáncem myšlenky přímé demokracie švýcarského typu. Připustil, že kdyby došlo k transformaci Evropské unie na „švýcarskou konfederaci svobodných občanů stojící na přímé demokracii“, podpořil by setrvání České republiky v ní. Tvrdě vystupuje proti imigraci, green dealu, přijetí eura nebo právům LGBT osob (adopci dětí homosexuálními páry označil za „satanskou zvrácenost“), naopak je horlivým příznivcem podpory Ukrajině v rusko-ukrajinské válce a Evropskou unii kritizuje za příliš malý objem pomoci.
V rámci své snahy o podporu psychotronické gramotnosti je propagátorem užívání siderického informačního kyvadla, o kterém tvrdí, že učiní jeho uživatele relativně vševědoucím. Podle svých slov mu kyvadlo například předpovědělo, že v roce 2025 vypukne ostrá fáze třetí světové války a v roce 2026 vypukne v Evropě občanská válka.
Všechny volby v Česku označuje za zfalšované a opakovaně proti jejich výsledkům podle svých slov protestoval. Ve volbách do Evropského parlamentu v Česku v květnu 2019 navzdory oficiálním výsledkům, podle kterých obdržel 0,2 % hlasů, získal podle svých slov asi třetinu všech hlasů.

## Dílo
- Petr Cibulka – vězeň svědomí (1989, rukopis)
- Tak pravil Petr Cibulka: odpověď vládnoucímu komunistickému dobytku (1999, ISBN 80-7198-395-0)
- Cibulkovy seznamy spolupracovníků StB (1999, ISBN 80-7198-391-8)
- Cibulkovy seznamy spolupracovníků StB 2., Organizovaný zločin (2000, ISBN 80-7198-423-X)